# Zapasy na Letnich Igrzyskach Olimpijskich 1964 – kategoria do 78 kg w stylu wolnym
Zmagania mężczyzn do 78 kg to jedna z ośmiu męskich konkurencji w zapasach w stylu wolnym rozgrywanych podczas Letnich Igrzysk Olimpijskich 1964. Pojedynki w tej kategorii wagowej odbyły się w dniach 11 – 14 października.
Punktacja opierała się na systemie "złych punktów karnych". Zwycięzca otrzymywał zero punktów za wygraną przez "tusz" (łopatki), a jeden punkt za wygraną na punkty. Dwa punkty przyznawano zawodnikom za remis. Za porażkę na punkty zawodnik otrzymywał trzy punkty, a za przegraną na łopatki przyznawano 4 punkty karne. Uzyskanie sześciu lub więcej punktów eliminowało zapaśnika z turnieju. Najlepsza trójka walczyła w rundzie finałowej. 

## Klasyfikacja[1]
| Pozycja | Nazwisko                | Kraj              |
| ------- | ----------------------- | ----------------- |
| 1       | İsmail Ogan             | Turcja            |
| 2       | Guram Sagaradze         | ZSRR              |
| 3       | Mohammad Ali Sanatkaran | Iran              |
| 4       | Petko Dermendżiew       | Bułgaria          |
| 5       | Yasuo Watanabe          | Japonia           |
| 6       | Phil Oberlander         | Kanada            |
| 7       | Gaetano De Vescovi      | Włochy            |
| 7       | Dżigdżidijn Mönchbat    | Mongolia          |
| 9       | Madho Singh             | Indie             |
| 10      | Muhammad Afzal          | Pakistan          |
| 11      | Julio Graffigna         | Argentyna         |
| 11      | Martin Heinze           | Niemcy            |
| 11      | Károly Bajkó            | Węgry             |
| 11      | Joe Feeney              | Irlandia          |
| 15      | Len Allen               | Wielka Brytania   |
| 16      | Shakar Khan Shakar      | Afganistan        |
| 16      | John Boyle              | Australia         |
| 16      | Ștefan Tampa            | Rumunia           |
| 19      | Choi Byeong-seop        | Korea Południowa  |
| 20      | Job Mayo                | Filipiny          |
| 21      | Harald Barlie           | Norwegia          |
| 21      | Charles Tribble         | Stany Zjednoczone |

## Wyniki

### Pierwsza runda[2]
| Zwycięzca               | Punkty karne | Wynik     | Przegrany          | Punkty karne |
| ----------------------- | ------------ | --------- | ------------------ | ------------ |
| Petko Dermendżiew       | 0            | Łopatki   | Choi Byeong-seop   | 4            |
| Mohammad Ali Sanatkaran | 1            | Na punkty | Martin Heinze      | 3            |
| Yasuo Watanabe          | 1            | Na punkty | Ștefan Tampa       | 3            |
| Phil Oberlander         | 0            | Łopatki   | Harald Barlie      | 4            |
| Guram Sagaradze         | 0            | Łopatki   | Job Mayo           | 4            |
| Len Allen               | 2            | Remis     | Shakar Khan Shakar | 2            |
| İsmail Ogan             | 0            | Łopatki   | Charles Tribble    | 4            |
| Madho Singh             | 1            | Na punkty | Julio Graffigna    | 3            |
| Dżigdżidijn Mönchbat    | 1            | Na punkty | John Boyle         | 3            |
| Károly Bajkó            | 1            | Na punkty | Muhammad Afzal     | 3            |
| Gaetano De Vescovi      | 1            | Na punkty | Joe Feeney         | 3            |

### Druga runda[3]
| Zwycięzca               | Punkty karne | Wynik       | Przegrany          | Punkty karne |
| ----------------------- | ------------ | ----------- | ------------------ | ------------ |
| Petko Dermendżiew       | 1            | Na punkty   | Károly Bajkó       | 4            |
| Muhammad Afzal          | 4            | Na punkty   | Choi Byeong-seop   | 7            |
| Mohammad Ali Sanatkaran | 2            | Na punkty   | Yasuo Watanabe     | 4            |
| Martin Heinze           | 4            | Na punkty   | Ștefan Tampa       | 6            |
| Phil Oberlander         | 0            | Łopatki     | Job Mayo           | 8            |
| Guram Sagaradze         | 0            | Łopatki     | Shakar Khan Shakar | 6            |
| Julio Graffigna         | 4            | Na punkty   | Len Allen          | 5            |
| İsmail Ogan             | 1            | Na punkty   | Madho Singh        | 4            |
| Joe Feeney              | 4            | Na punkty   | John Boyle         | 6            |
| Dżigdżidijn Mönchbat    | 2            | Na punkty   | Gaetano De Vescovi | 4            |
|                         |              | Wycofał się | Harald Barlie      | -            |
|                         |              | Wycofał się | Charles Tribble    | -            |

### Trzecia runda[4]
| Zwycięzca               | Punkty karne | Wynik     | Przegrany         | Punkty karne |
| ----------------------- | ------------ | --------- | ----------------- | ------------ |
| Muhammad Afzal          | 5            | Na punkty | Petko Dermendżiew | 4            |
| Mohammad Ali Sanatkaran | 3            | Na punkty | Károly Bajkó      | 7            |
| Yasuo Watanabe          | 5            | Na punkty | Martin Heinze     | 7            |
| Guram Sagaradze         | 1            | Na punkty | Phil Oberlander   | 3            |
| Madho Singh             | 5            | Na punkty | Len Allen         | 8            |
| İsmail Ogan             | 2            | Na punkty | Julio Graffigna   | 7            |
| Dżigdżidijn Mönchbat    | 3            | Na punkty | Joe Feeney        | 7            |
| Gaetano De Vescovi      | 4            | Bez walki |                   |              |

### Czwarta runda[5]
| Zwycięzca               | Punkty karne | Wynik                       | Przegrany            | Punkty karne |
| ----------------------- | ------------ | --------------------------- | -------------------- | ------------ |
| Petko Dermendżiew       | 5            | Na punkty                   | Gaetano De Vescovi   | 7            |
| Mohammad Ali Sanatkaran | 3            | Wycofał się w trakcie walki | Muhammad Afzal       | 9            |
| Yasuo Watanabe          | 6            | Na punkty                   | Phil Oberlander      | 6            |
| Guram Sagaradze         | 2            | Na punkty                   | Madho Singh          | 8            |
| İsmail Ogan             | 2            | Dyskwalifikacja             | Dżigdżidijn Mönchbat | 7            |

### Piąta runda[6]
| Zwycięzca               | Punkty karne | Wynik     | Przegrany         | Punkty karne |
| ----------------------- | ------------ | --------- | ----------------- | ------------ |
| Mohammad Ali Sanatkaran | 4            | Na punkty | Petko Dermendżiew | 8            |
| Guram Sagaradze         | 4            | Remis     | İsmail Ogan       | 4            |

### Runda finałowa[7]
| Zwycięzca       | Wynik | Przegrany               |
| --------------- | ----- | ----------------------- |
| Guram Sagaradze | Remis | Mohammad Ali Sanatkaran |
| İsmail Ogan     | Remis | Mohammad Ali Sanatkaran |

- İsmail Ogan został mistrzem z powodu niższej wagi.